# 雷澤角
54°4′S 37°8′W / 54.067°S 37.133°W
雷澤角（英語：Razor Point），是南極洲的海岬，位於南喬治亞群島，處於阿布拉罕森角西南面的奧拉夫王子港，在1938年由英國海軍繪入地圖和命名，由英國海外領土管轄。